# Marcie Bolen
Pour les articles homonymes, voir Bolen.
Marcie Bolen est une musicienne américaine née le 28 octobre 1977.

## Carrière musicale
Marcie Bolen a grandi à Southgate, dans le Michigan.
Elle est principalement connue pour avoir cofondé le groupe de garage rock de Detroit The Von Bondies en 2000 avec Jason Stollsteimer. Au sein du groupe, elle était guitariste rythmique et choriste.
Elle a quitté les Von Bondies en 2006 pour fonder un autre groupe avec Taylor Hollingsworth. Elle joue également dans les groupes Silverghost, F'ke Blood, et a collaboré avec Slumber Party.

## Vie personnelle
Marcie Bolen est également connue pour avoir eu une relation amoureuse avec le leader des White Stripes, Jack White. Cette relation aurait duré entre fin 2001 et début 2002 et aurait pu jouer un rôle dans l'altercation de décembre 2003 entre Jack White et le leader des Von Bondies, Jason Stollsteimer. Elle a récemment déclaré qu'elle avait une relation avec l'actrice américaine Margo Stilley, depuis plus d'un an.